# Classique Champagne-Ardenne
La Classique Champagne-Ardenne est une course cycliste disputée au mois de septembre entre Châlons-en-Champagne et Sedan. Créée en 2008, elle fait partie du calendrier national de la Fédération française de cyclisme. 
L'épreuve est annulée en 2014 mais retrouve sa place dans le calendrier pour la saison 2015.

## Palmarès
| Année | Vainqueur            | Deuxième          | Troisième       |
| ----- | -------------------- | ----------------- | --------------- |
| 2008  | Mathieu Simon        | Olivier Grammaire | Gregory Brenes  |
| 2009  | Yann Pivois          | Antoine Dalibard  | Anthony Colin   |
| 2010  | Ramūnas Navardauskas | Tony Hurel        | Benoît Jarrier  |
| 2011  | Rudy Kowalski        | Willy Perrocheau  | Mickaël Bérard  |
| 2012  | Enric Lebars         | Jonathan Boucher  | Mickaël Larpe   |
| 2013  | Benoît Daeninck      | Risto Raid        | Dennis Coenen   |
| 2014  | Non disputé          |                   |                 |
| 2015  | Romain Cardis        | Taruia Krainer    | Fabien Doubey   |
| 2016  | Cristóbal Olavarría  | Bastien Duculty   | Kévin Lalouette |